# Жарков, Константин Дмитриевич
Константин Дмитриевич Жарков — советский хозяйственный и политический деятель.

## Биография
Родился в 1920 году в Балахне. Член КПСС.
В 1937—1941 гг. — рабочий Балахнинской картонной фабрики, затем переселился в Яскинский район в составе Карело-Финской ССР.
Участник Великой Отечественной войны: офицер 55-го отдельного полка связи 13-й армии.
В 1950—1980 гг. — главный сеточник Светогорского целлюлозно-бумажного комбината.
Избирался депутатом Совета Союза Верховного Совета СССР 5-го созыва от Ленинградской области (1958—1962). Делегат XXII съезда КПСС.
Умер в Светогорске после 1985 года.

## Награды
- Орден Ленина
- Орден Октябрьской Революции
- Орден Отечественной войны II степени